# Riboforina
Le riboforine sono glicoproteine transmembrana presenti nella membrana del reticolo endoplasmatico rugoso, ma assenti nella membrana del reticolo endoplasmatico liscio. Rivestono un ruolo chiave nell'ancoraggio dei ribosomi al reticolo endoplasmatico rugoso, nonché nei processi co-traduzionali che dipendono da questo legame. Il contenuto in riboforine del reticolo endoplasmatico rugoso è uguale al numero di unità ribosomali.